# Santa Teresa a Monserrato
Santa Teresa a Monserrato, även benämnd Santa Teresina, var en kyrkobyggnad i Rom, helgad åt den heliga Teresa av Ávila. Kyrkan var belägen mittemot San Giovanni in Ayno vid Via di Monserrato i Rione Regola. 

## Kyrkans historia
De oskodda karmeliterna lämnade år 1759 sin kyrka Santi Teresa e Giovanni della Croce dei Carmelitani vid Piazza del Monte di Pietà och installerade sin generalkuria i Palazzo Rocci vid Via di Monserrato. Detta innebar även uppförandet av en liten kyrka som fick namnet Santa Teresa a Monserrato.
Kort efter år 1870 flyttade de oskodda karmeliterna sin generalkuria till Santa Maria della Vittoria. Palazzo Rocci införskaffades av fursten Emilio Altieri (1819–1900), som 1880 lät bygga om och restaurera palatset, varvid kyrkan revs.
Ovanför kyrkans ingångsportal satt en tondo med en fresk föreställande den helige Johannes av Korset. Denna var inramad av voluter och festonger och kröntes av ett kurvlinjigt pediment. Själva kyrkorummet var rektangulärt och altaret hade en staty föreställande Jungfru Maria. Två av interiörens målningar var utförda av Gaspare Serinari och Giuseppe Peroni.